# Himno a Tlaxcala
El Himno a Tlaxcala es el himno oficial del Estado de Tlaxcala, en México. Fue creado (tanto música y letra) por Carlos Cea y Díaz.

## Letra
Coro
Como el sol que corona el  Matlalcueye
 con un halo de luz casi divino 
es Tlaxcala el futuro esplendoroso
que te forja invencible nuestra fe...
Tu pasado de gestas prodigiosas 
que ilumina imponente tu destino 
es la fuerza que impulsa vigorosa
 el anhelo creador en nuestro ser. 
1° estrofa
Las indígenas tribus te fundaron
 y su raza en la nuestra 
se volcó
 y fue el choque brutal con el hispano
 el crisol que tu espíritu forjó...
Fuiste cuna sin par del mestizaje
 que en la patria naciente floreció
 ¡tú fundiste el acero y el plumaje!
 ¡fuiste tú la raíz de la nación!
Coro
2°estrofa
Hoy las armas que esgrimen nuestra lucha.    son las armas de paz y de amistad
del esfuerzo fecundo que florece
 en el logro de pan con dignidad...
Y el arrojo del joven Xicohténcatl
 y la fuerza indomable en Tlahuicole
 ¡son la herencia que alienta en nuestra raza
 nuestro heroico afán de libertad!

Coro
3° estrofa
"¡Sea en su gloria, guerreros tlaxcaltecas"
 nuestro esfuerzo y trabajo... y nuestra fe!